# ستيفاني لابي
ستيفاني لين ماري لابي (من مواليد 10 أكتوبر 1986) هي لاعبة كرة قدم كندية محترفة لعبت مركز حارس المرمى، فازت مع المنتخب الكندي بميدالية برونزية  في دورة الألعاب الأولمبية الصيفية 2016 في ريو دي جانيرو، البرازيل، وبطولة الدوري الوطني لكرة القدم للسيدات 2019 مع فريق نورث كارولاينا كوريج، وميدالية ذهبية مع كندا في دورة الألعاب الأولمبية الصيفية 2020 في طوكيو، اليابان. أعلنت لابي في 19 يناير 2022 اعتزالها اللعب مع المنتخب الوطني في أبريل 2022.

## نشأتها
نشأت ستيفاني لابي في ستوني بلين، ألبرتا، ودرست في مدرسة سبروس جروف كومبوزيت الثانوية. لقد لعبت كرة القدم والهوكي وكرة السلة عندما كانت طفلة، وفي نهاية المطاف تخصصت في حراسة المرمى. حصلت على درجة البكالوريوس في العلوم في تنمية الطفولة المبكرة والتعليم من جامعة كونيتيكت في عام 2009. كما لعبت كرة القدم لفريق كرة القدم للسيدات في القسم الأول من الرابطة الوطنية لرياضة الجامعات بجامعة كونيتيكت.

## روابط خارجية
- الموقع الرسمي
- ستيفاني لابي at the اتحاد كندا لكرة القدم
- ستيفاني لابي – سجل منافسات الفيفا
- ستيفاني لابي  على سكروي
- ستيفاني لابي على موقع الاتحاد السويدي باللغة السويدية